# 克龍湖
54°10′57″N 10°19′2″E / 54.18250°N 10.31722°E

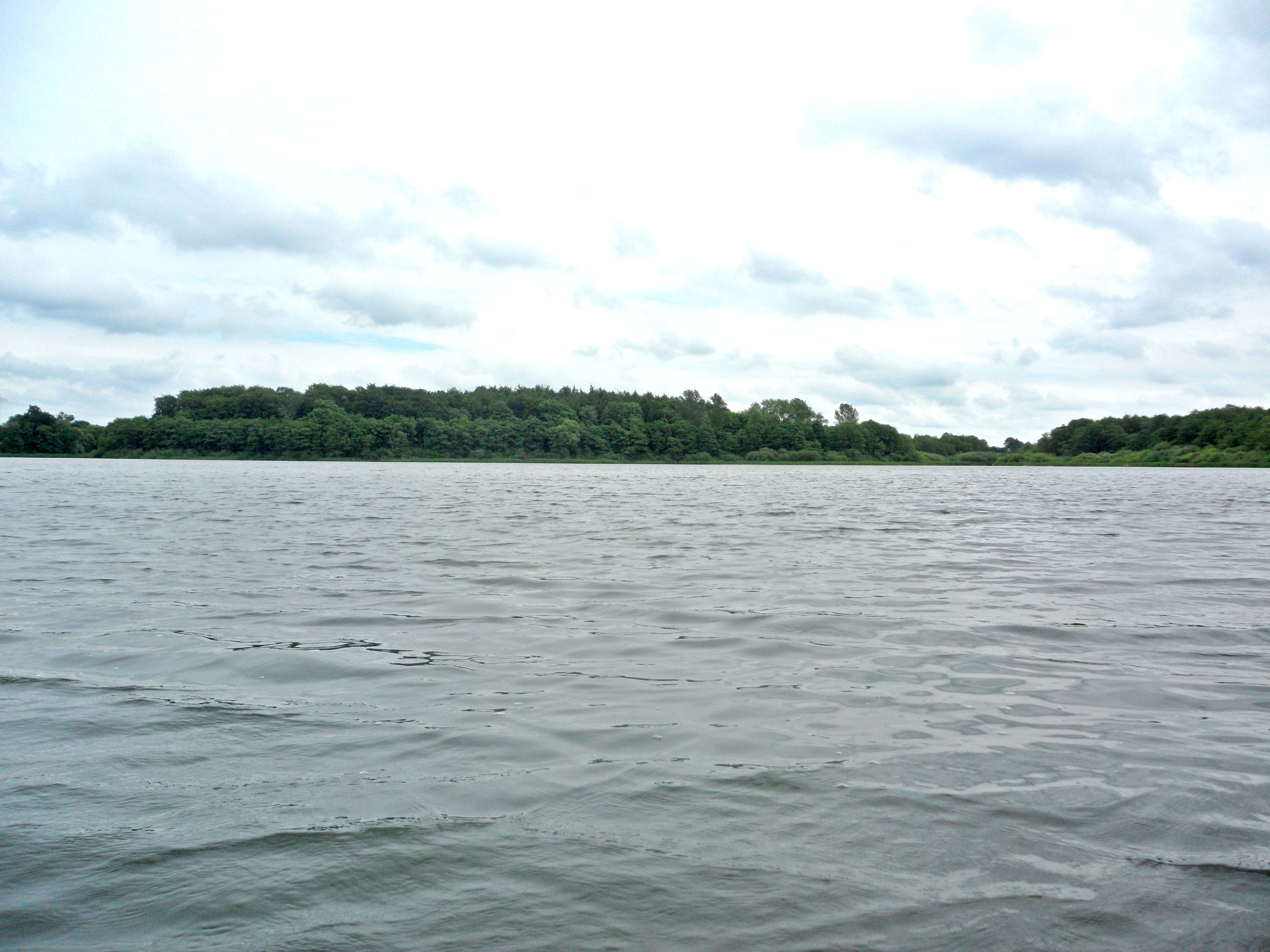

克龍湖（德語：Kronsee），是德國的湖泊，位於該國北部石勒蘇益格-荷爾斯泰因州，由普倫縣負責管轄，面積0.23平方公里，海拔高度20米，最大水深8米。